# Carl Dietrich von Trotha
Carl Dietrich Ernst Wilhelm von Trotha (* 25. Juni 1907 in Kreisau; † 28. Juni 1952 in Fox Lake, Illinois) war ein deutscher Jurist, Ökonom, Hochschullehrer und Oberregierungsrat. Er war Widerstandskämpfer gegen den Nationalsozialismus und Mitglied des Kreisauer Kreises.

## Familie
Er entstammte dem sächsischen Adelsgeschlecht von Trotha und war der Sohn des preußischen Generalmajors Dietrich von Trotha (1857–1914) und dessen zweiter Ehefrau Margarete von Moltke (1879–1946). Sein Vater starb 1914 nach der Schlacht bei Tannenberg.
Trotha heiratete am 29. Oktober 1933 in Wilhelmshaven die promovierte Diplom-Volkswirtin Margarete Bartelt (1907–1995), Dozentin am sozialpädagogischen Seminar des Pestalozzi-Fröbel-Hauses in Berlin, Tochter des Oberbürgermeisters Emil Bartelt und seiner Ehefrau Dorothea Gerdsen. Das Ehepaar hat vier Söhne, darunter den Juristen und Politiker Klaus-Dietrich von Trotha.

## Leben

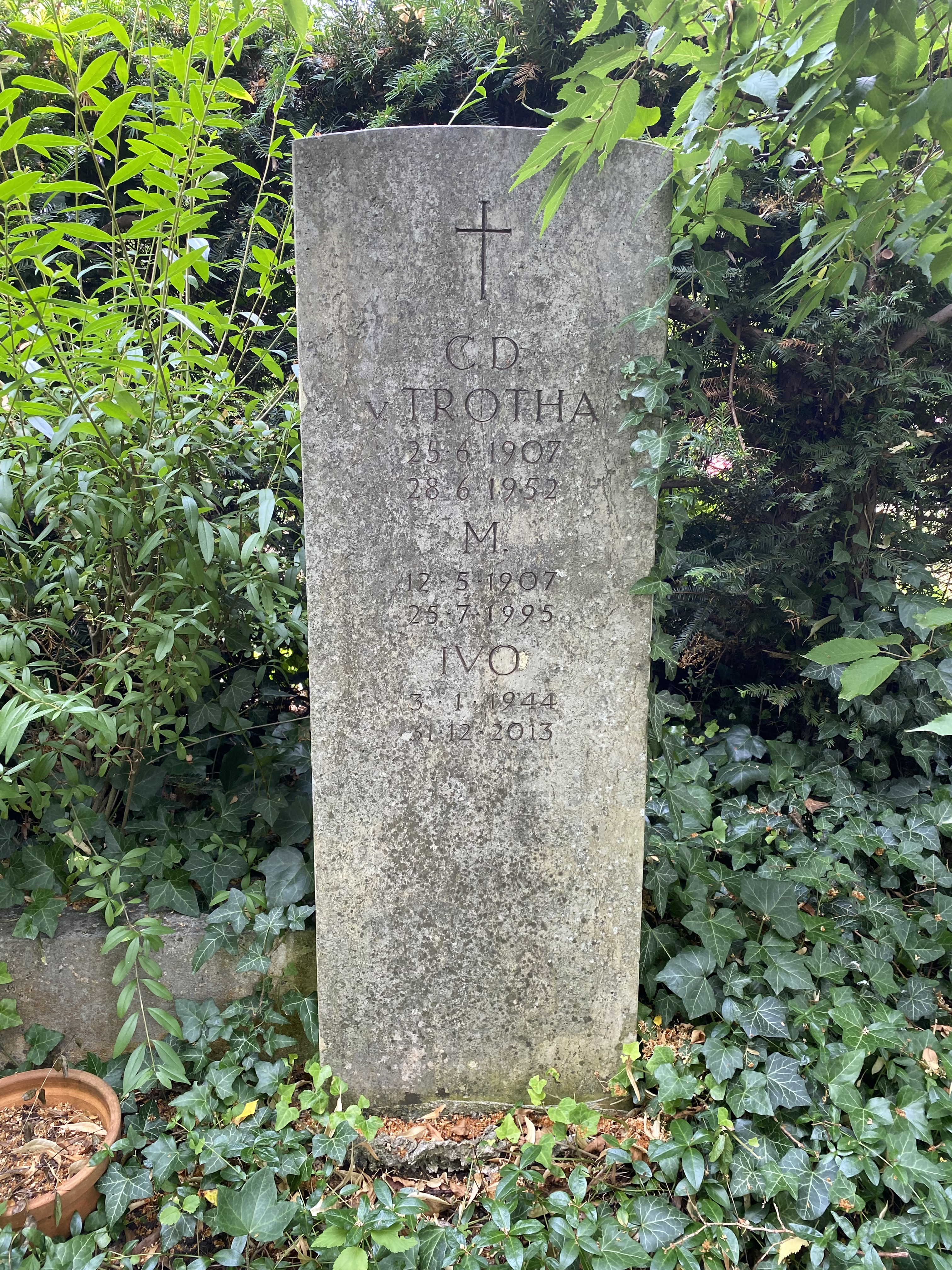
Grabstätte auf dem Friedhof Dahlem

Trotha gründete bereits mit 21 Jahren mit seinem Cousin Helmuth James von Moltke und Horst von Einsiedel ein freiwilliges Arbeitslager für Bauern, Arbeiter und Studenten mit dem Ziel, soziale Barrieren aufzulösen. Bald darauf begann die Weltwirtschaftskrise. Er wurde mit 22 Jahren Geschäftsführer der Notgemeinschaft des Bergwerksgebietes in Schlesien. Zusammen mit Einsiedel war er Mitglied der Schlesischen Jungmannschaft als Teil der bündischen Deutschen Freischar.
Er studierte Wirtschafts- und Sozialwissenschaften sowie später Rechtswissenschaften in Breslau. Wie bei seinem Studienfreund Einsiedel hatte sein Professor Eugen Rosenstock-Huessy mit seinen Vorstellungen der Bildung und der so genannten „Arbeitslagerbewegung“ wesentlichen Anteil an seinen ökonomischen Wertvorstellungen. Er gehörte zu den Mitbegründern der Löwenberger Arbeitsgemeinschaft. 1933 wurde er bei Rosenstock-Huessy mit einer Schrift über die staatliche Wirtschaftslenkung promoviert.
1936 wurde er Angestellter im Reichswirtschaftsministerium, zunächst im Generalreferat des Staatssekretärs. Später wechselte er in das Referat für Energiewirtschaft, dessen Leiter er wurde. Auch in dieser Zeit behielt er eine enge Verbindung zu seinem Freund Einsiedel, gemeinsam standen sie in Verbindung mit Arvid Harnack und Harro Schulze-Boysen.
Bereits in den späten 1930er Jahren versuchte er gemeinsam mit Moltke und später mit Einsiedel, Konzepte für eine Wirtschaftsordnung zu formulieren. Er gehörte als einer der ersten dem Kreisauer Kreis an. Sein Interesse im Kreis galt der Sozialen Marktwirtschaft und einer Wirtschaftsordnung. Er wurde den Attentätern des 20. Juli 1944 zugerechnet; die Gestapo konnte ihm aber nichts nachweisen.
Ab Mai 1945 arbeitete er in der Zentralverwaltung des neu gebildeten Magistrats von Berlin. 1948 war er Teilnehmer an der ersten Weltkonferenz des Ökumenischen Rates der Kirchen. Er wurde Mitbegründer und Vorsitzender der Europa-Union Berlin und vertrat dann Berlin und die deutsche Bewegung für ein vereinigtes Europa in Straßburg. Während der Berlin-Blockade war er Mitbegründer der Deutschen Hochschule für Politik und wurde dort Professor für Auslandskunde und Außenpolitik.
Er verstarb 1952 beim nächtlichen Schwimmen im Fox Lake, Illinois, als er von einem Motorboot angefahren wurde.
Die Visionen von Trotha und Einsiedel zu Europa und der Verzicht auf einzelstaatliche Souveränität wurden in seinen Ausführungen zu einer Nachkriegs-Wirtschaftsordnung mehrfach ausführlich dargestellt.
Seine letzte Ruhestätte fand von Trotha auf dem Berliner Friedhof Dahlem (Feld 006-24). 

## Veröffentlichungen
- Das Arbeitslager. Berichte aus Schlesien von Arbeitern, Bauern, Studenten. Hg. von Eugen Rosenstock und Carl Dietrich von Trotha, Eugen-Diederichs-Verlag, Jena o. J. [1931].